# Чуди, Ханс-Петер
Ханс-Петер Чуди (нем. Hans-Peter Tschudi; 22 октября 1913 года, Базель, Швейцария — 30 сентября 2002 года, там же) — швейцарский политик, президент.

## Биография
Ханс-Петер Чуди изучал право в Базеле и Париже и в 1936 году получил степень доктора юридических наук. С 1952 по 1959 год он был профессором Базельского университета.
В 1936 году Чуди стал заместителем главы кантонального бюро по трудоустройству а в 1938 году возглавил городскую инспекцию искусств и ремёсел Базеля. С 1944 по 1953 год он избирался в Большой совет (кантональный парламент) Базеля, затем до 1959 года был членом Кантонального совета (правительства) Базель-Штадта и занимал в нём пост главы департамента внутренних дел. В 1956 году был также избран в Совет кантонов (верхняя палата парламента) Швейцарии. В декабре 1959 года стал членом Федерального совета и министром внутренних дел Швейцарии.
- 17 декабря 1959 — 31 января 1973 — член Федерального совета Швейцарии.
- 1 января 1960 — 31 декабря 1973 — начальник департамента (министр) внутренних дел.
- 1964, 1969 — вице-президент Швейцарии.
- 1965, 1970 — президент Швейцарии.

После своей отставки Ханс-Петер Чуди был членом Международного комитета Красного Креста и четверть века возглавлял швейцарский фонд помощи пожилым людям „Pro Senectute“.